# Myrsky II
Le Myrsky II était un avion militaire de la Seconde Guerre mondiale, fabriqué en Finlande par Valtion Lentokonetehdas (en) (VL).